# Anaukpetlun
Anaukpetlun, tên khai sinh của ông là Thakin Latt, (Tiếng Miến Điện: အနောက်ဖက် [phát âm: ʔənaʊʔ pʰɛʔ lʊ̀ɰ̃]; 21 tháng 1 năm 1578 - 9 tháng 7 năm 1628), là vị vua thứ sáu của Vương triều Toungoo xứ Miến Điện, ông lên ngôi kế vị cha mình: tiên vương Nyaungyan Min, ông tại vị trong gần 23 năm từ năm 1605 đến khi qua đời vào năm 1628. Trong thời của ông, ông đã duy trì các thành tựu của vua cha, tích cực khôi phục lại vương quốc sau một thời gian bị suy thoái vào cuối thế kỷ 16. Quốc vương Anaukpetlun đã hoàn thành những nỗ lực thống nhất đất nước của cha mình, vua Nyaungyan. Được thừa hưởng một vương quốc một phần bao gồm chủ yếu là Thượng Miến Điện và các quốc gia Shan từ cha mình, Anaukpetlun tiếp tục tái chiếm Lan Na ở phía đông, và ở phía nam, Hạ Miến Điện từ các phe phái đối lập của Miến Điện và Bồ Đào Nha, cũng như Thượng Tenasserim từ vương quốc Ayutthaya. Vương quốc được gọi là Vương quốc Taungoo được khôi phục hoặc Triều đại của Nyaungyan.